# Katja Mitteldorf

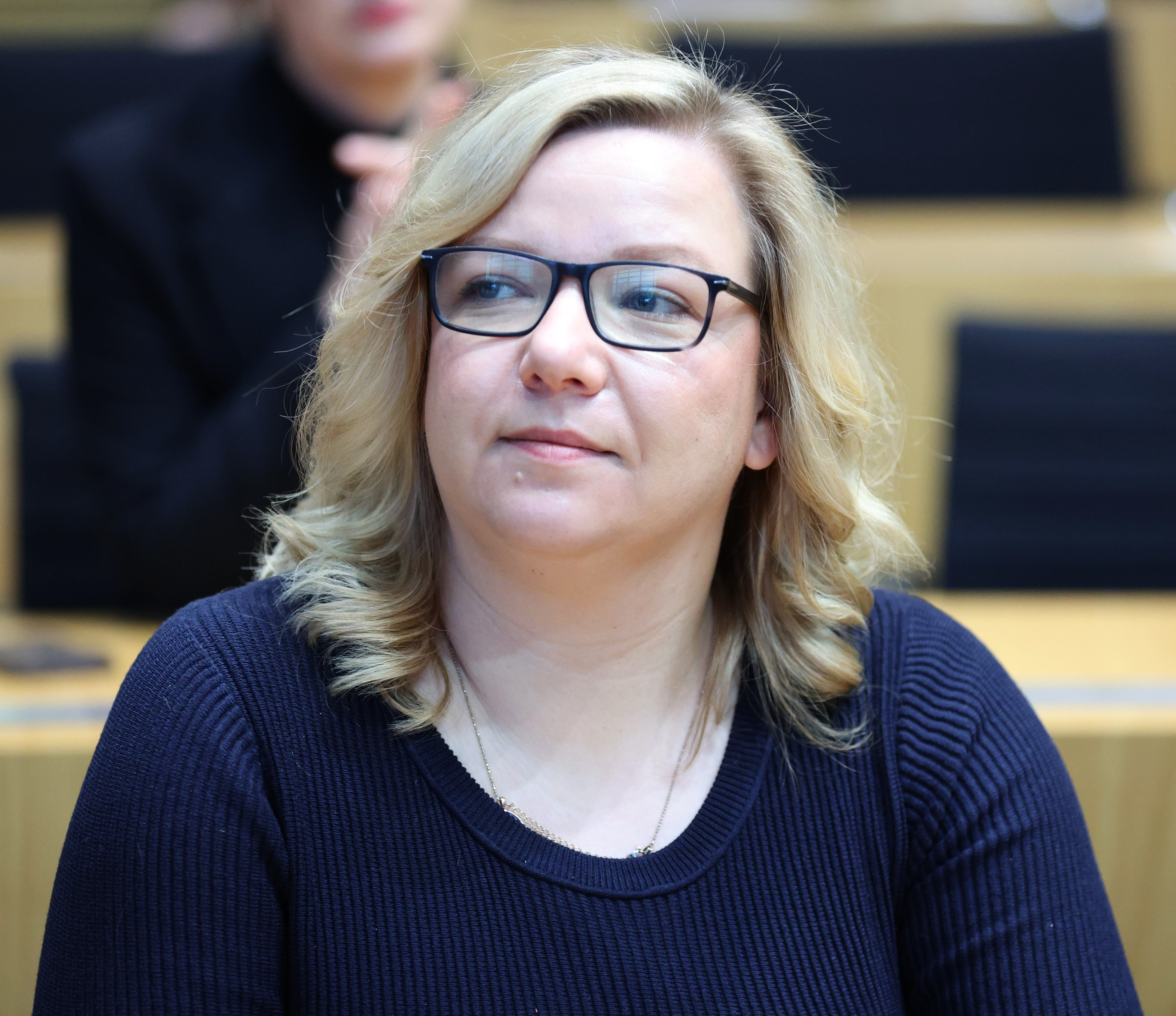
Katja Mitteldorf (2024)

Katja Mitteldorf (* 12. März 1985 in Magdeburg) ist eine deutsche Politikerin (PDS/Die Linke) und Landtagsabgeordnete in Thüringen.

## Leben und Beruf
Katja Mitteldorf besuchte die Schule in Magdeburg und später Gardelegen. Nach dem Abitur 2004 und einem Auslandsjahr in den USA studierte sie bis 2010 an der Universität Leipzig Amerikanistik und Theaterwissenschaft. Nach eigener Aussage wurde ihr ein Abschlusszeugnis wegen nicht angerechneter Credits verwehrt. Seit 2005 lebt sie in Nordhausen und war als freiberufliche Schauspielerin sowie Sprach- und Kulturtrainerin tätig.
Sie ist seit 2006 mit dem Schauspieler Matthias Mitteldorf (* 1965) verheiratet, der ebenfalls Stadtrat für Die Linke in Nordhausen ist.

## Politik
Mitteldorf trat 2006 in die PDS ein und gehört seit 2014 dem Stadtrat von Nordhausen an. Von 2011 bis 2014 war sie Referentin für Kulturpolitik der Fraktion Die Linke im Thüringer Landtag.
Bei der Landtagswahl in Thüringen 2014 errang sie mit 32,9 Prozent ein Direktmandat im Wahlkreis Nordhausen II. Sie ist stellvertretende Fraktionsvorsitzende und Sprecherin für Kulturpolitik, Religionsfragen und Aufarbeitung der DDR-Geschichte ihrer Fraktion. Zudem ist sie Mitglied im Ausschuss für Europa, Kultur und Medien. Bei der Landtagswahl 2019 zog sie mit 32,6 Prozent erneut als Direktkandidatin in den Thüringer Landtag ein. Bei der Landtagswahl 2024 zog sie über die Landesliste erneut in den Landtag ein.